# 8254 Moskovitz
8254 Moskovitz eller 1981 EF18 är en asteroid i huvudbältet som upptäcktes den 2 mars 1981 av den amerikanska astronomen Schelte J. Bus vid Siding Spring-observatoriet. Den är uppkallad efter Nicholas A. Moskovitz.
Asteroiden har en diameter på ungefär 2 kilometer.